# Acrochordus granulatus
Espèce
Synonymes
- Hydrus granulatus Schneider, 1799
- Acrochordus fasciatus Shaw, 1802
- Chersydrus annulatus Gray, 1849

Statut de conservation UICN

 LC  : Préoccupation mineure
Acrochordus granulatus ou serpent lime est une espèce de serpents marins de la famille des Acrochordidae.
Il est non venimeux.

## Répartition
Cette espèce se rencontre le long des côtes :
- en Inde ; au Bangladesh ; au Sri Lanka ;
- en Chine à Hainan ;
- en Birmanie ; en Thaïlande ; au Viêt Nam ; au Cambodge ; en Malaisie ; à Singapour ;
- en Indonésie à Sumatra, à Java, à Sulawesi, dans les petites îles de la Sonde, aux Moluques et en Nouvelle-Guinée occidentale ; en Papouasie-Nouvelle-Guinée ;
- aux Philippines ;
- en Australie en Australie-Occidentale, au Territoire du Nord et au Queensland ; aux îles Salomon.

## Description

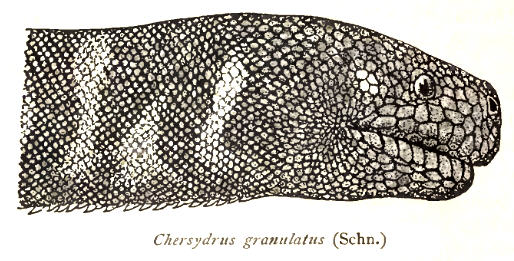
Tête dAcrochordus granulatus

C'est un serpent marin qui mesure en moyenne 1,20 m. Sa peau est brun gris avec des bandes blanc jaune pâle. Ses écailles sont rugueuses d'où son nom de serpent lime. La femelle est plus grande et plus lourde que le mâle ; elle est ovovivipare et donne naissance tous les 2 ans, après 5 à 7 mois de gestation de 1 à 12 œufs, à des serpenteaux autonomes vers le mois de décembre. 

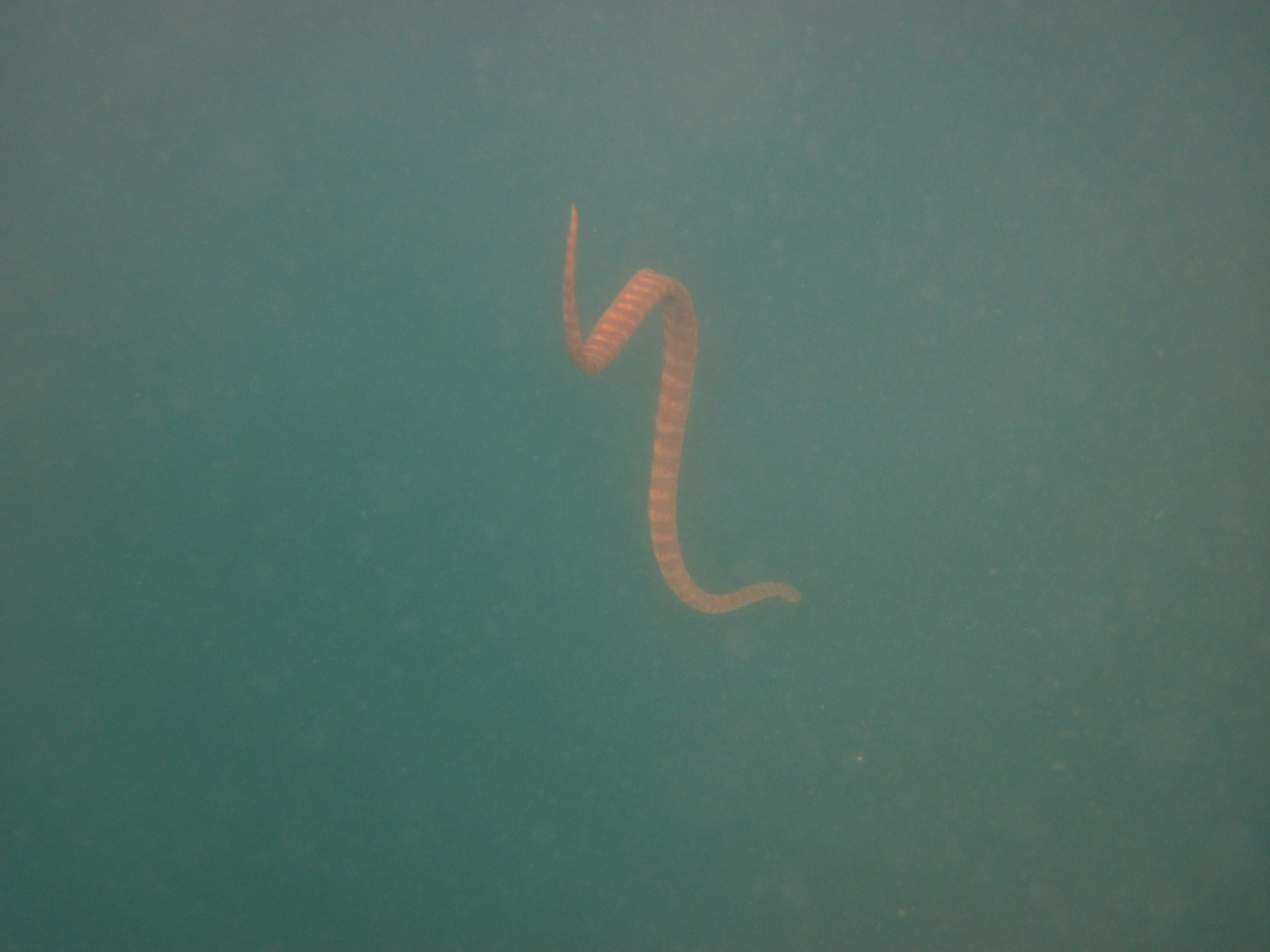
Serpent lime dans la nature

## Publication originale
- Schneider, 1799 : Historiae amphibiorum naturalis et literariae fasciculus primus, vol. 1 (texte intégral).